# Dalayauán
Dalayauán, también conocido por Dalayaoan  y oficialmente Dalayawon,
es un barrio rural   del municipio filipino de cuarta categoría de Araceli perteneciente a la provincia  de Paragua en Mimaro,  Región IV-B.
En 2007 Dalayawon contaba con 367 residentes.

## Geografía
El municipio insular de Araceli se encuentra situado en isla de Dumarán,  ocupando la parte nordeste de la isla, separado por el canal de Dumarán de la isla de  La Paragua, considerada continental.
Linda al norte con la bahía de Bentouán;  al sur y oeste con el municipio de Dumarán; y al este con Mar de Joló frente a las islas de Dalanganem.
Este barrio  se sitúa en la costa norte al este del municipio.
Su término linda al norte con el mar de Joló,  bahía de Dalayaoan;
al sur con el barrio de Lumacad situado en el interior; 
al  este con el barrio de  Tinintinán   en el extremo oriental de la isla;
y al oeste con el barrio del Santo Niño.

### Demografía
El barrio  del Dalayawon contababa  en mayo de 2010 con una población de 400 habitantes.

## Historia
La misión de Dumarán formaba parte de la provincia española de  Calamianes, una de las 35 del archipiélago Filipino, en la parte llamada de Visayas. Pertenecía a la audiencia territorial  y Capitanía General de Filipinas, y en lo espiritual a la diócesis de Cebú.